# Österreichischer Musiktheaterpreis 2020
Der Österreichische Musiktheaterpreis 2020 ist die achte Verleihung des Österreichischen Musiktheaterpreises.
Die Verleihung fand am 6. August 2020 am Amadeus Airport Salzburg statt. Die meisten Nominierungen, in insgesamt elf Kategorien, erhielt das Landestheater Linz, gefolgt von der Oper Graz mit neun und der Volksoper Wien mit acht Nominierungen. Erstmals nominiert wurden die Vereinigten Bühnen Bozen. Der Preis wurde 2020 in 20 Kategorien verliehen. Neu sind die Kategorien Beste Musiktheaterproduktion Jugend, Musiktheaterproduktion International und der Festival-Sonderpreis. Zum ersten Mal vergeben wurde auch der Preis für die beste Ur- oder Erstaufführung.
| Bühne                    | Nominierungen | Auszeichnungen |
| ------------------------ | ------------- | -------------- |
| Landestheater Linz       | 11            | 4              |
| Oper Graz                | 9             | 2              |
| Volksoper Wien           | 8             | 3              |
| Bregenzer Festspiele     | 5             | 2              |
| Tiroler Landestheater    | 3             | 3              |
| Bühne Baden              | 2             | 0              |
| Salzburger Festspiele    | 2             | 0              |
| Salzburger Landestheater | 2             | 0              |
| Tiroler Festspiele Erl   | 2             | 1              |
| Wiener Staatsoper        | 2             | 0              |

## Jury
- Susanna Dal Monte (Ö1) – Vorsitz[6]
- Dietmar Baurecht (Burgenländische Volkszeitung)
- Johannes Enzinger (Kronen Zeitung)
- Peter Jarolin (Kurier)
- Nikolaus Köhler (Art Quarterly)
- Joachim Leitner (Tiroler Tageszeitung) – Vorsitz
- Boris Priebe (Felix Bloch Erben)
- Robert Quitta (Die Bühne)
- Michael Wruss (Oberösterreichische Nachrichten)

## Preisträger und Nominierte

### Beste weibliche Hauptrolle
- Ursula Pfitzner – Powder her face (Die Herzogin) – Volksoper Wien
  - Brigitte Geller – Medée (Medée) – Landestheater Linz
  - Joyce DiDonato – Les Troyens (Les Troyens) – Wiener Staatsoper

### Beste männliche Hauptrolle
- Gábor Bretz – Don Quichotte (Don Quichotte) – Bregenzer Festspiele
  - Morris Robinson – Porgy and Bess (Porgy) – Volksoper Wien
  - Christopher Maltman – Oedipe (Oedipe) – Salzburger Festspiele

### Beste weibliche Nebenrolle
- Aurelia Florian – König Roger (Roxane) – Oper Graz
  - Anita Giovanna Rosati – Der Reigen (Marie/Lily) – Bregenzer Festspiele
  - Sarah Schütz – Wonderful Town (Ruth) – Volksoper Wien
  - Sorjana Kuschpler – Die Fledermaus (Prinz Orlofsky) – Wiener Staatsoper

### Beste männliche Nebenrolle
- Daniel Luis de Vicente – Simon Boccanegra (Paolo Albiani) – Tiroler Landestheater
  - Manuel von Senden – Salome (Herodes) – Oper Graz
  - Nico Darmanin – La Gazzetta (Alberto) – Salzburger Landestheater

### Beste Gesamtproduktion Oper
- Don Quichote – Bregenzer Festspiele
  - König Roger – Oper Graz
  - KOMA – Stadttheater Klagenfurt
  - Tristan und Isolde – Landestheater Linz

### Beste Gesamtproduktion Operette
- Polnische Hochzeit – Landestheater Linz
  - Polnische Hochzeit – Oper Graz
  - Die Csardasfürstin – Volksoper Wien
  - Orphée en enfers – Salzburger Festspiele

### Beste Gesamtproduktion Musical
- Wonderful Town – Volksoper Wien
  - Kuss der Spinnenfrau – Bühne Baden
  - Der Hase mit den Bernsteinaugen – Landestheater Linz
  - Sunset Boulevard – Vereinigte Bühnen Bozen

### Beste Ballettproduktion
- Peter Pan – Volksoper Wien
  - Sandmann – Oper Graz
  - Macbeth Rekonstruktion – Landestheater Linz

### Beste musikalische Leitung
- Markus Poschner – Tristan und Isolde – Landestheater Linz
  - Wolfram Maria Märtig – Powder her face – Volksoper Wien
  - Lothar Zagrosek – Die Vögel – Tiroler Festspiele Erl

### Beste Regie
- Johannes Reitmeier – Liliom – Tiroler Landestheater
  - Mariame Clément – Don Quichotte – Bregenzer Festspiele
  - Holger Müller-Brandes – König Roger – Oper Graz

### Beste Ausstattung
- Thomas Dörfler und Michael D. Zimmermann – Liliom – Tiroler Landestheater
  - Martin Miotk und Andy Besuch – Polnische Hochzeit – Oper Graz
  - Nikolaus Webern – Onegin – Bregenzer Festspiele

### Beste Nachwuchskünstlerin
- Florence Losseau – La clemenza di Tito (Annio) – Landestheater Linz
  - Valerie Luksch – Show Boat (Magnolia) – Bühne Baden
  - Lisa Habermann – Meine Schwester und Ich (Dolly) – Volksoper Wien

### Bester Nachwuchskünstler
- Andrzej Lampert – König Roger (Der Hirt) – Oper Graz
  - Jakob Scharfman – The Trial – Der Prozess (Wächter 2 / Gerichtsdiener / Kaplan) – Salzburger Landestheater
  - Rafael Helbig-Kostka – The transposed heads (Schridaman) – Landestheater Linz

### Lebenswerk
- Plácido Domingo[7]

### Medien-Sonderpreis
- Günther Groissböck[8]

### Sonderpreis für internationales Kulturengagement
- Pianistin Claudia Yang[1]

### Sonderpreis Beste Jugend- und Kindermusiktheater-Produktion
- Land des Lächelns für Kinder bei den Seefestspielen Mörbisch[1]

### Bestes Orchester/Bester Chor (alternierend)
- Bruckner Orchester Linz – Landestheater Linz[9]

### Beste Ur-/Erstaufführung
- Stillhang – Tiroler Festspiele Erl
  - Die Wand – Landestheater Linz
  - Der Hase mit den Bernsteinaugen – Landestheater Linz
  - Sandmann – Oper Graz

### Off-Theaterpreis
- Amour Fou – Scharmien Zandi
  - Julie & Jean – Neue Oper Wien